# 임이지
임이지(본명: 이지영, 1986년 5월 27일 ~ )은 대한민국의 배우이다. 이전에는 이해인, 이지라는 이름으로 활동했다.

## 학력
- 마산가포고등학교 졸업
- 서울종합예술실용학교 연극뮤지컬학과 졸업
- 서원대학교 음악학과 피아노 전공 졸업

## 연기 활동

### 드라마
| 연도 | 방송     | 제목                                      | 역할   | 비고     |
| ---- | -------- | ----------------------------------------- | ------ | -------- |
| 2007 | MBC      | 히트                                      |        |          |
| 2007 | KBS2     | KBS 드라마시티 - 아인슈타인이 발견한 사랑 |        |          |
| 2010 | MBC      | 황금물고기                                | 서주희 |          |
| 2012 | SBS      | 다섯 손가락                               | 하소율 |          |
| 2013 | KBS1     | 지성이면 감천                             | 이예린 |          |
| 2014 | KBS2     | 감격시대: 투신의 탄생                     | 선우진 |          |
| 2016 | SBS      | 마녀의 성                                 | 문희재 |          |
| 2018 | tvN      | 시를 잊은 그대에게                        | 박연희 | 특별출연 |
| 2018 | 네이버TV | 프로의 탄생 시즌2                         | 나사랑 |          |

### 영화
- 2011년 《퀵》 ... 춘심 동창 역
- 2016년 《여자 전쟁: 이사 온 남자》
- 2019년 《깡패들》 ... 박수연 역 (본작의 여주인공)
- 2021년 《여배우 노출 오디션 삼순위》 ... 정수정 역

### M/V
- 2012년 티아라 - 러비더비
- 2013년 티아라 - 비키니

### 공연
- 2011년 《코요테 어글리》 ... 미아 역

### 방송
- 롤러코스터 남녀탐구생활